# 智利國立天文台
智利國立天文台（西班牙語：Observatorio Astronómico Nacional de Chile）是智利大學天文系擁有和經營的天文台。
智利國立天文台位於拉斯孔德斯市的塞羅卡蘭山上。拉斯孔德斯市位於聖地牙哥大都會區的聖地牙哥省。智利國立天文台成立於1852年，並於1927年成為智利大學的一部分。塞羅卡蘭山上的設施於1962年完工。

## 外部連結
- Department of Astronomy （页面存档备份，存于） at the University of Chile (in Spanish)
- for more information on the history: Astronomical Scrapbook: "A South American Tragedy"; Joseph Ashbrook (Sky & Telescope, 1957 Aug, pgs 477–78)